# Mješko III. Stari
Mješko III. Stari (poljsko Mieszko III Stary) iz dinastija Pjastov je bil od leta 1138 vojvoda Velikopoljske in od leta 1173 s prekinitvami do svoje smrti veliki vojvoda Poljske, * okoli 1138, †  13. marec 1202, Kalisz.
Bil je četrti in drugi preživeli sin kneza Boleslava III. Krivoustega in njegove druge žene Salomee, hčerke nemškega grofa Henrika Berg-Schelklingenskega.

## Zgodnja leta
V oporoki Boleslava III. iz leta 1138 je Mješko nadledil novoustanovljeno vojvodino Velikopoljsko, ki je obsegala zahodni del kratkožive Velikopoljske. Mješko je bil pred tem vojvoda Poznanja, kjer je imel svojo glavno rezidenco. Vladislav II. Izgnanec, starejši polbrat Mješka III., se je razglasil za velikega vojvodo in vladarja krakovskega Seniorata, vključno z velikopoljskima deželama Gniezno in Kališ, in vojvodo Šlezije.

## Prvi spopad z Vladislavom II.
Do prvega večjega spopada Mješka III. z velikim vojvodom je prišlo v letih 1140–1141, ko so si Vladislavovi mlajša polbrata Boleslav IV. in Mješko III. in njuna mati Salomea brez njegove vednosti razdelili Lečico, ki je bila v Salomeini posesti samo do njene smrti, potem pa bi se morala vrniti v Vladislavovo Seniorsko provinco.
Salomea Berška je leta 1141 organizirala sestanek v Lečici, kjer so se ona in njena sinova odločili, da svojo mlajšo sestro Agnezo poročijo z enim od sinov kijevskega velikega kneza Vsevoloda II., da bi pridobili zaveznika proti velikemu vojvodi Vladislavu II. Zaradi hitrega Vladislavovega posredovanja je njihov načrt propadel. Veliki knez Vsevolod II., ki se je soočal z izbiro med zavezništvom z močnim velikim knezom in šibkima knezoma in njuno materjo, je izbral prvo. Odločitev so zapečatili z zaroko Vladislavovega najstarejšega sina Boleslava I. Visokega z Vsevolodovo hčerko Zvenislavo leta 1142. Vladislav II. na srečanje v Lečici ni bil povabljen, čeprav je imel kot veliki vojvoda zadnji glas pri Agnezini zaroki. Za nespoštovanje se je maščeval s podporo kijevske vojaške akcije proti Salomei in njunima sinovoma pozimi 1142–1143. V prvem Mješkovem spopadu z bratom je zmagal veliki vojvoda.

## Drugi spopad z Vladislavom II.
27. julija 1144 je kneginja Salomea umrla in veliki knez Vladislav II. je Lečico vključil v svoj Seniorat, kot je bilo predvideno z očetovo oporoko. Temu sta znova nasprotovala Boleslav IV. in Mješko III., ki sta nameravala to pokrajino dati svojemu mladoletnemu bratu Henriku. Do spopadov je prišlo leta 1145. Po nepričakovanem začetnem porazu je velikemu vojvodi s pomočjo kijevskih zaveznikov v bitki pri Pilici uspelo zmagati. 
Po zmagi je sklenil sporazum, s katerim je obdržal Lečico, vendar se je kot veliki vojvoda še naprej trudil ponovno združiti vso Poljsko pod svojo oblastjo. Njegov načrt je naletel na močno nasprotovanje šlezijskega vojvode Piotra Włostowica, ki je podpiral interese mlajših knezov, da bi ohranil svojo moč in položaj. Vladislav se je na spodbudo svoje žene Agneze Babenberške odločil za vedno odstraniti Włostowica in ga ujel. Agneza je zanj zahtevala smrtno kazen zaradi izdaje, veliki vojvoda pa je namesto smrti izbral strašnejšo kazen: Włostowica so oslepili, mu odrezali jezik in izgnali iz države. Włostowicovi številni pristaši so se zgražali nad tem krutim dejanjem. Włostowic je pobegnil na kijevski dvor, kjer je začel spletkati proti velikemu vojvodi, s čimer se je začel Vladislavov padec.

## Tretji spopad in izgon Vladislava II.
Vojna je ponovno izbruhnila v začetku leta 1146. Tokrat Vladislav ni mogel računati na svoje kijevske zaveznike, ki so se ukvarjali s svojimi težavami. Razen tega je kijevskemu knezu Vsevolodu poslal na pomoč nekaj svoje vojske pod poveljstvom najstarejšega sina Boleslava. Vladislav je bil kljub temu prepričan v svojo zmago in sprva se je zdelo, da je uspeh na njegovi strani, saj sta Boleslav IV. in Mješko III., ki sta se bala spopadov na odprtem polju, pobegnila v Poznanj. Propad velikega vojvode Vladislava II. se je začel.
Vladislavovi načrti so izgubili podporo, ko ga je gnjeznenski nadškof Jakob izobčil zaradi njegovega obnašanja do Piotra Włostowica. Soočiti se je moral tudi z uporom lastnih podanikov, ki so bili proti njegovi tiranski vladavini. Vladislavov poraz je bil popoln in maja 1146 je bila vsa Poljska v rokah mlajših vojvod. Vladislav II. in njegova družina so bili prisiljeni pobegniti, da bi rešili svoja življenja, najprej na Češko in kasneje v Kaiserpfalz v Altenburgu v Nemčiji pod zaščito kralja Konrada III.
Ko sta Boleslav IV. in Mješko III. utrdila oblast nad Poljsko, je Boleskav kot starejši brat nasledil Vladislava II. na položaju velikega vojvode in vladarja Šlezije. Mješko je obdržal Velikopoljsko in bil zadovoljen s svojo vlogo bratovega zaveznika. Njun mlajši brat Henrik, je končno dobil svoje vojvodino Sandomierz. Brez zemlje je ostal le najmlajši brat Kazimir II.
Nemški kralj Konrad III. je na spodbudo svojega svaka Vladidslava poskušal slednjega vrniti na poljski prestol. Sčasoma je bil dosežen dogovor, po katerem je kralj Konrad sprejel vladavino Boleslava IV., vendar mu je moral novi veliki vojvoda v zameno plačevati davek. Spor med Vladislavom in mlajšimi vojvodami je ostal nerešen, saj je bil kralj Konrad III. zaposlen s pripravami na drugi križarski pohod v Sveto deželo.

## Priznanje oblasti mlajših vojvod
Mlajša vojvoda nista imela namena pasivno čakati na dogovor, ki bi utrdil njuno oblast. Maja 1147 sta od papeža Evgena III. prejela potrditev ustanovitve samostana v Trzemesznu, ki je bila jasno priznanje njihove suverenosti. Poleg tega sta si prizadevala izboljšati odnose z nemškimi vladarji.
Leta 1147 se je Mješko III. v času prihoda kralja Konrada III. v Sveto deželo pridružil vendski križarski vojni proti poganskim polabskim Slovanom v nekdanji Severni marki, ki sta jo organizirala askanski grof Albert Medved in wettinski mejni grof Konrad Meissenski. Mješko III. se je med pohodom odločil politično in vojaško podpreti nekatera slovanska plemena v prizadevanju za zaščito poljskih interesov v deželah Sprevane pred zahtevami, ki jih je postavil ambiciozni saški vojvoda Henrik Lev. Pomoč poganom je Alberta Medveda razjezila in je v začetku leta 1148 prišel v Krušvico, da bi izboljšal zavezništvo z Mješkom III. Zaveznika sta končno sklenila spravo, ki sta jo potrdila s poroko sestre mlajših vojvod Judite z Albertovim najstarejšim sinom Otom.

## Pohod cesarja Friderika Barbarosse na Poljsko
Da bi rešil spor z Vladislavom II. glede poljskega prestola, se je Boleslav IV. po posredovanju Alberta Medveda in mejnega grofa Konrada leta 1152 strinjal, da se pojavi na cesarskem zboru v Merseburgu in se pokloni novoizvoljenemu nemškemu kralju, Konradovemu nečaku Frideriku Barbarossi. Veliki vojvoda je prelomil svojo obljubo in se srečanja ni udeležil. Friderik se je v tem času ukvarjal z zagotavljanjem svoje oblasti v Kraljevini Italiji in kronanjem za cesarja Svetega rimskega cesarstva, zato je sklenil zavezništvo z mejnim grofom Henrikom II. Avstrijskim, potomcem Babenberžanov in bratom Vladislavove žene Agneze. Po sklenitvi koalicije je spet postalo aktualno vprašanje Poljske.
Friderikov pohod na Poljsko se je zače leta 1157. Boleslav IV. in Mješko III. iz neznanih razlogov nista poskušala braniti tradicionalne meje Poljske na reki Odri, ampak sta požgala gradova Glogov in Bitom in se začela umikati v notranjost Velikopoljske. Boleslavova vojska se je blizu Poznanja predala cesarski vojski. Vojvoda je moral po porazu prositi cesarja za odpuščanje, mlajši vojvode pa so mu morali plačati velik davek. Na božični dan so v Magdeburgu obljubili, da bodo poslali hrano cesarjevi vojski na pohodu v Italijo in vrnili vsaj provinco Šlezijo. Kot jamstvo za izpolnitev so morali mlajšega brata Kazimirja II. poslali v Nemčijo za talca.
Friderik Barbarossa je imel spor za rešenega in je naslednje leto krenil proti Milanu. Medtem ko se je cesar ukvarjal z italijanskimi zadevami, Boleslav IV. ni storil ničesar, da bi izpolnil dogovor. 30. maja 1159 je Vladislav II. v izgnanstvu umrl, ne da bi pred smrtjo še videl Poljsko. Ponovni cesarjev pritisk je omogočil Vladislavovima sinovoma Boleslavu Visokemu in Mješku IV. Krivonogemu, da sta štiri leta kasneje prišla do svoje dediščine Šlezije, ki je z njuno vrnitvijo postala pradomovina šlezijskih Pjastov.

## Smrt Henrika Sandomirskega in upor Kazimirja II. Pravičnega
Leta 1166 so Mješko III. in njegovi bratje začeli novo prusko križarsko vojno, v kateri je bil oktobra istega leta vojvoda Henrik Sandomirski v bitki ubit. Pred odhodom je v oporoki svojo kneževino zapustil najmlajšemu bratu Kazimirju II. Pravičnemu, ki je v očetovi oporoki ostal brez zemlje. Veliki knez Boleslav IV. se ni oziral na voljo svojega pokojnega brata. Zasedel je Sandomierz in ga priključil svoji Seniorski provinci.
Njegova odločitev je sprožila Kazimirjev upor, ki so ga podprli brat Mješko III., magnat Jaksa iz Miechówa, Svjatoslav, sin Piotra Włostowica, gnjeznenski nadškof Jan I. in krakovski škof Gedko. Februarja 1168 so se uporniki zbrali v Jędrzejówu, kjer je bil Mješko III. izvoljen za novega velikega vojvodo in Kazimirju II. podelil Sandomierz. Do končnega poraza Boleslava IV. ni prišlo, ker je veliki vojvoda sprejel zahteve upornikov in Henrikovo vojvodino razdelil na tri dele: Vislico je dobil Kazimir, Boleslav je dobil Sandomierz, preostanek pa je prepustil Mješku.

## Nasledstveni spor v Šleziji
Leta 1172 se je začel nov spor med šlezijskimi Pjasti, ko se je vojvoda Boleslav Visoki odločil ignorirati zahteve svojega prvorojenega sina Jaroslava in za svojega edinega dediča določil Henrika I. Bradatega, svojega sina iz drugega zakona. Ko se je sin Jaroslav, ki je bil prisiljen postati duhovnik, vrnil iz nemškega izgnanstva, je zahteval svoj delež šlezijskih dežel. Mješko III. je podprl svojega pranečaka v njegovih zahtevah in začela se je državljanska vojna. 
Da bi preprečil nov cesarjev poseg, je knez Boleslav IV. poslal v Magdeburg Mješka III. z 8.000 srebrniki kot poklon cesarju in obljubo, da bo spor kmalu sam rešil. Tokrat naj bi se začeli dosledno uresničevati pogoji sporazuma iz leta 1173. Boleslav Visoki je ohranil oblast nad Vroclavom, vendar je moral svojemu sinu Jaroslavu dosmrtno prepustiti šlezijsko kneževino Opole in se dogovoriti o razdelitvi preostalih šlezijskih dežel s svojim mlajšim bratom Mješkom Krivonogim, ki je prevzel oblast v novi kneževini Racibórz.

## Veliki vojvoda Poljske
Po smrti Boleslava IV. 2. aprila 1173 je novi veliki vojvoda Poljske (dux Totius Poloniae)  postal Mješko III. Njegova politika je bila osredotočena na ohranitev popolne oblasti zase kot najstarejšega živega člana dinastije. Kljub nasledstvu prestola v Krakovu je ostal v Velikopoljski, medtem ko je v Malopoljski vladal njegov pooblaščeni guvener Henrik Kietlicz. Uvedel je nove davke, ki so povzročili nezadovoljstvo malopoljskih magnatov, po drugi strani pa je s porokami svojih hčera doosegel več zunanjepolitičnih uspehov: Elizabeto je okoli leta 1173 poročil s češkim vojvodom Soběslavom II., z dinastičnim dogovorom med njegovo hčerko Anastazijo in pomorjanskim knezom Bogislavom I. pa je okrepil poljsko suverenost nad Pomorjanskim vojvodstvom.
Leta 1177 se je Mješkov prvorojenec Odon v strahu za svojo dediščino uprl očetu. Podpirali so ga krakovski škof Gedko, bratranec Boleslav Visoki in stric Kazimir II. Pravični. Glavni razlog za Odonov upor je bil očetovo favoriziranje njegovih potomcev iz drugega zakona in poskusi prisile, da Odon postane duhovnik, da bi ga izločil iz nasledstva. Za druge upornike je bil razlog ostra in diktatorska vlada velikega vojvode. Upor je bil za Mješka popolno presenečenje. Med Veliko nočjo leta 1177 je bil namreč popolnoma prepričan v zvestobo svojih sorodnikov, zlasti ko so mlajši vojvode organizirali srečanje v Gnieznu, kjer so množice Mješka navdušeno sprejele.
Velikopoljska je sprva ostala trdno v Mješkovih rokah, zahvaljujoč se njegovemu najpomembnejšemu privržencu, guvernerju Henriku Kietliczu. Istočasno je glavni vodja upora Kazimir II. Pravični s svojimi zavezniki sklenil delitveni sporazum: cela Šlezija je bila podeljena knezu Boleslavu Visokemu, Velikopoljska pa Odonu. Delitev je pomenila pomemben zaplet, saj je Boleslav od leta 1173  v Šleziji vladal skupaj s svojim bratom Mješkom Krivonogim in svojim sinom Jaroslavom Opolskim. Ko sta slednja izvedela za sporazum, sta se oba postavila na stran velikega vojvode in se uprla Vladislavu Visokemu. Vladislav Visoki je zaradi vojne s svojim bratom in sinom izgubil priložnost, da zase pridobi Krakov in Seniorat. Oblast v Senioratu je namesto njega prevzel Kazimir II. Ko je Mješko III. uvidel, da nima nobene možnosti za nadaljevanje upora, je pobegnil v Racibórz pod zaščito svojega nečaka, kneza Mješka Krivonogega. Kmalu zatem se je odločil zapustiti Poljsko in poiskati podporo v tujini. Odon je nazadnje zasedel celotno Velikopoljsko in bil razglašen za vojvodo.

## Izgnanstvo in vrnitev v Velikopoljsko
Do leta 1179 je bil Mješko na Češkem, kjer je vladal njegov zet Soběslav II., ki pa mu kljub sorodstvenim vezem ni hotel pomagati. Mješko se je nato obrnil na cesarja Friderika Barbarosso, ki mu je ponudil pomoč pri njegovi ponovni vrnitvi na poljski prestol po plačilu 10.000 srebrnikov, vsote, ki je Mješko ni mogel zbrati. Končno je njegov drugi zet, pomorjanski vojvoda Bogislav I. privolil, da mu pomaga. S posredovanjem pomorjanskih zaveznikov je Mješko stkal vezi z njihovimi poljskimi privrženci, zbranimi okoli gnjeznenskega nadškofa Zdislava. Leta 1181 mu je uspelo osvojiti vzhodni velikopoljski deželi Gniezno in Kalisz, ki sta bili takrat del Seniorske province. Kmalu zatem mu je uspelo pridobiti tudi zahodno Velikopoljsko in potisniti Odona na ozemlje južno od reke Obre. Leta 1182 je bila dosežena formalna sprava med očetom in sinom. Med temi dogodki je iz neznanih razlogov ostal veliki vojvoda Kazimir II. Pravični popolnom pasiven. Zahvaljujoč temu je imel Mješko priložnost povrniti celotno Velikopoljsko.
Mješko III. je še vedno nameraval povrniti oblast nad vso Poljsko. Leta 1184 je poskušal skleniti zavezništvo z nemškim kraljem Henrikom VI., sinom Friderika Barbarosse, in mu ponudil veliko vsoto denarja. Kazimir II. Pravični je izvedel za njegove namere in Henriku preprosto ponudil še več denarja.
Po neuspelem poskusu z nemškim kraljem se je Mješko odločil prevzeti oblast v Mazoviji in Kujaviji, kjer je takrat vladal njegov nečak Lešek, edini preživeli sin Boleslava IV. Mješko je prepričal Lešeka, da ga imenuje za svojega naslednika, če umre brez potomstva. Lešek je leta 1185, eno leto pred smrtjo, spremenil svojo oporoko in za svojega naslednika imenoval svojega mlajšega strica, velikega kneza Kazimirja II. Pravičnega, verjetno zaradi ostrih postopkov velikopoljskega vojvode. Mješko je tokrat ukrepal hitro in po Lešekovi smrti leta 1186 zavzel Kujavijo in jo priključil k svoji vojvodini. Kmalu zatem jo je odstopil svojemu sinu Boleslavu.

## Kratkotrajna obnova oblasti
Leta 1191 je zunanja politika velikega vojvode Kazimirja II. povzročila nezadovoljstvo malopoljskega plemstva, ki ga je vodil bivši guverner Henrik Kietlicz. S pomočjo te opozicije je Mješku uspelo ponovno osvojiti Krakov in prevzeti naslov velikega vojvode. Odločil se je, da bo oblast v Krakovu zaupal enemu od svojih sinov, Boleslavu ali Mješku mlajšemu. Kazimir je hitro ponovno osvojil Krakov in ujel kneza-guvernerja, vendar ga je kmalu osvobodil in poslal očetu. Mješko III. je Mješku mlajšemu prepustil velikopoljsko vojvodstvo Kalisz.
Ko je Mješko mlajši 2. avgusta 1193 umrl, je vojvodstvo Kalisz ponovno pripadlo Velikopoljski. Mješko III. ga je kmalu zatem podelil svojemu starejšemu sinu Odonu, ki osem mesecev kasneje 20. aprila 1194 umrl. Ti dve prezgodnji smrti sta Mješka III. prisilili, da je sklenil nov delitveni sporazum: zase je obdržal Kališ, južno Velikopoljsko pa je prepustil svojemu najmlajšemu sinu Vladislavu III. Tankonogemu, ki je prevzel tudi skrbništvo mladoletnega Odonovega sina Vladislava Odonika.
Veliki vojvoda Kazimir II. Pravični je 5. maja 1194 umrl in Mješkove pretenzije nad Malopoljsko so se obudile. Na njegovo žalost se je lokalno plemstvo odločilo v korist Kazimirjevih mladoletnih sinov Lešeka Belega in Konrada. Mješkovi poskusi ponovne pridobitve oblasti so se končale v krvavi bitki pri Mozgavi 13. septembra 1195, v kateri je bil sam težko ranjen, njegov sin Boleslav Kujavski pa ubit. Po bitki se je Mješko III. umaknil v Kališ in ni čakal na prihod šlezijskih čet pod poveljstvom Mješka Krivonogega in Jaroslava Opolskega.

## Končni obračun
Bitka pri Mozgavi je Mješka prepričala, da bo pridobitev prestola z vojno izjemno težka, zato se je začel pogajati s Kazimirjevo vdovo Heleno Znojmsko. Leta 1198 je končno dobil dovoljenje za vrnitev v Malopoljsko, vendar moral pred tem prepustiti Kujavijo Kazimirjevim sinovom. 
Leta 1199 sta vojvoda Mikolaj Grifita in krakovski škof Fulko ponovno odstavila Mješka in za velikega vojvodo ponovno postavila Lešeka Belega. Tri leta kasneje je bil sklenjen nov sporazum in Mješko se je lahko vrnil. Obdržal je naslov velikega vojvode, vendar je bil prisiljen odpovedati se delu svojih pristojnosti. Kmalu zatem je umrl. Preživel je vse svoje brate in sestre ter sinove razen Vladislava III. Tankonogega, ki ga je nasledil kot veliki vojvoda Poljske in vojvoda Velikopoljske.

## Družina
Okoli leta 1136 se je Mješko poročil z Elizabeto Ogrsko (ok. 1128 – ok. 1154), hčerko ogrskega kralja Béle II., s katero je imel pet otrok:
- Odona (ok. 1149 – 20. april 1194)
- Štefana (ok. 1150 – 18. oktober 1166/1177 ?)
- Eiizabeto (ok. 1152 – 2. april 1209), poročeno okoli leta 1173 s knezom Soběslavom II. Češkim in drugič po januarju 1180 s Konradom II. Landsberškim, mejnim grofom Lužice
- Vjerčoslavo Ljudmilo (pred 1153 – pred 1223), poročeno okoli leta 1167 s Frderikom Bišskim, kasnejšim vojvodom Lorene
- Judito (pred 1154 – po 12. decembru 1201), poročeno okoli leta 1173 z Bernhardom Anhaltskim, kasnejšim vojvodom Saške

Po letu 1154 se je poročil z Evdoksijo Kijevsko (ok. 1131 – po 1187), verjetno hčerko velikeka kijevskega kneza Izjaslava II., s katero je imel pet otrok:
- Boleskava (1159 – 13. september 1195 v bitki pri Mozgavi)
- Mješka mlajšega (ok. 1160/1165 – 2. avgust 1193)
- Vladislava III. Tankonogega (ok. 1161/1167 – 3. november 1231)
- Salomejo (ok. 1162/1164 – 11. maj ok. 1183), poročeno pred letom 1177 s knezom Ratiborjem (II.) Pomorjanskim
- Anastazijo (ok. 1164 – po 31. maju 1240), poročeno 26. arila 1177 z vojvodom Bogislavom I. Pomorjanskim